# Břevnovská falza
Břevnovská falza je název skupiny středověkých falz, v nichž benediktinské opatství břevnovského kláštera zlistiňovalo své nároky na vlastnictví majetku v českých zemích. Celkem existuje podezření u dvanácti dokumentů, kde mohlo být s původním textem manipulováno ve prospěch majetkových a právních výhod.

## Záměry falz

### Rozšíření pravomocí kláštera
Prvním takovým pořízeným falzem byla listina z roku 1255. Klášter tehdy disponoval pouze privilegiem papeže Jana XV. z 31. května 993, které mu ve 13. století dávalo velmi málo pravomocí (de facto mu umožňovalo pouze vlastnit kostely, vybírat z nich desátky a zároveň udržovat kázeň ve všech benediktinských kostelech v Českém království). Tyto pravomoce však klášteru nestačily, a tak se tehdejší opat Dluhomil rozhodl, že dané pravomoce rozšíří. Požádal krále Přemysla Otakara I. o potvrzení pravomocí od papeže Jana XV. Je nesporné, že král Přemysl podepsal originální listiny, ale o dalších akcích existují domněnky. Jisté je, že opat Dluhomil buď do podepsané listiny (k tomu se kloní odborná veřejnost), nebo jejího falzifikátu, dopsal zmínku o klášterních svobodách a desátcích z Litoměřicka, Bílinska a Děčínska. Na základě těchto získaných svobod a ochranného potvrzení získaného od papeže Řehoře IX. získal Dluhomil od nástupce Přemysla Otakara I., krále Václava I., imunitní privilegium ze 14. července 1234, ve kterém uděluje benediktinům výsady jako vynětí z nároku zvodu, nářezu, noclehu, dávek psovodům, povinnosti hlavy, ranníky, viselce, vřezu, přeseku. Dále pak byli osvobozeni od práce na hradech, příkopech, rybnících, pojezdech a od pojezdů, psarového, cestného s výjimkou přesunu dříví z královského lesa. 
Ani s tím se však Dluhomil nespokojil a nechal vydat druhé, delší privilegium. Není jisté, jak ho získal, dochovány jsou však oba originály těchto listin v archivu břevnovského kláštera. Druhé potvrzení navíc zahrnovalo osvobození od ospu a šestného, cestného na zemi i na vodě v celých Čechách. Potvrzení také zahrnovalo osvobození všech jejich kostelů a klášterů od dodávky zásob k výpravám a královským kolokviím, také od povinností hostit šlechtu a zaručovalo, že jejich zběhlí poddaní nebudou přijímáni na žádném královském ani soukromém statku.

### Rajhradský klášter
Břevnovský klášter chtěl v té době také získat kontrolu nad rajhradským klášterem na Moravě. Druhému falzu však předcházela příprava, kdy opat Dluhomil využil obdobné metody jako v prvním případě. Nejdříve si vyžádal listinu a následně do ní vepsal svůj vlastní text o výsadách rajhradského kláštera, kterou si nechal králem Přemyslem podepsat. Jakmile měl dokument podepsán, opat Dluhomil padělal celou zakládací listinu zmíněného kláštera z 26. listopadu 1048, která vytvářela dojem, že byla vydána knížetem Břetislavem I. Tato falzifikovaná listina přidělovala břevnovskému klášteru klášter rajhradský včetně vsi Rajhradu s jejími krčmami, trhem, clem na mostě, vsí Popovicemi s příslušenstvím, vsí Opatovicemi s příslušenstvím a k tomu desátek obilí z Brněnska. Dále pak blíže neznámou ves Obvcheri včetně příslušenství, desátek z brodu na Olšavě, újezd domašovský, vsi Rajhradice a Loučku. Aby nevzbudil pochyby, opat se inspiroval skutečnými listinami, které vydával král Přemysl. Olomoucký klášter Hradisko, který také vznášel nároky na rajhradský klášter, si vyžádal na králi Václavovi I. listiny, které by jim zajistily alespoň částečnou kontrolu. Ty jim král Václav skutečně vystavil. Po následném soudním sporu, který z obavy před prozrazením falzifikátu břevnovští benediktini urovnali smírem za cenu kompenzací, připadl rajhradský klášter definitivně Břevnovu.

### Povinností opravovat královské mosty
Když v roce 1303 vyhořel Pražský hrad, požádal tehdejší purkrabí sousední kláštery, aby se podílely na opravě mostů na hradě. Břevnovský klášter tuto žádost odmítl s tím, že dle zvyků a práva není povinen mosty opravovat. Na základě prošetření krále však benediktini zjistili, že jim na to jejich padělky listin nestačí. Aby se neporušila nějaká předchozí práva získaná v imunitních listinách, rozhodl se břevnovský opat Bavor, že padělá zakládací listinu břevnovského kláštera z roku 1048. Do ní vložil vsuvku, kterou kníže Boleslav I. osvobozuje klášter od opravování a stavění mostů na královských hradech, přičemž během psaní se inspiroval i původním stylem vyjadřování, aby nevzbudil pochyby o pravosti jím vložených vět. Z obavy, aby se u soudu, který by byl pod královským drobnohledem, neprovalily padělky, připsal opat Bavor do této listiny ještě imunitu soudní. 
Vzhledem k velké nedůvěře listin pocházející z jiné doby, než daného panovníka a jeho předchůdce vytvořil opat Bavor další dva padělky. V prvním měl kníže Břetislav I. tento dokument potvrdit a darovat nadto břevnovskému klášteru celý újezd v Prácheňsku s řadou okolních vsí a kostel svatého Petra a Pavla v Rajhradu. Ve druhé listině přepsal již padělaná imunitní privilegia pocházející od Václava I. s tím, že král Václav jen přepsal privilegia Přemysla I. Otakara, ve kterých ale už zmínil jeho nabytá privilegia. Tento řetězec falzifikátů byl natolik přesvědčivý, že u královského soudu pražský purkrabí prohrál a král Václav II. udělil 15. dubna 1305 osvobození břevnovskému klášteru od opravování a stavění mostu na královských hradech a přikázal svým nástupcům, aby se ani neodvážili nutit břevnovský klášter k opravě a stavění mostů na Pražském hradě.